# Hospital de San Lázaro (Cuéllar)
El Hospital de San Lázaro fue una institución fundada en la villa de Cuéllar (Segovia) por su concejo en el siglo XIV, y tuvo como finalidad la de curar a enfermos leprosos.
Se desconoce la fecha exacta de su fundación, que debió llevarse a cabo entre mediados y finales del siglo XIV. Estaba situado extramuros de la villa y cerca del monasterio de Santa Clara, en la parte baja. El 5 de marzo de 1451 el concejo concedió el mantenimiento del hospital a Pedro Martínez, quedando autorizado para recoger limosna en favor del mismo. Álvaro de Luna, como señor de la villa confirmó este nombramiento el 6 de junio del mismo año, y mostró gran interés por su funcionamiento. Un año después Juan II de Castilla volvió a confirmar el mismo nombramiento, mediante una carta de 26 de enero.
Fue construido junto a la iglesia de San Lázaro, que fue capilla del hospital.